# Anemia dependente de transfusão

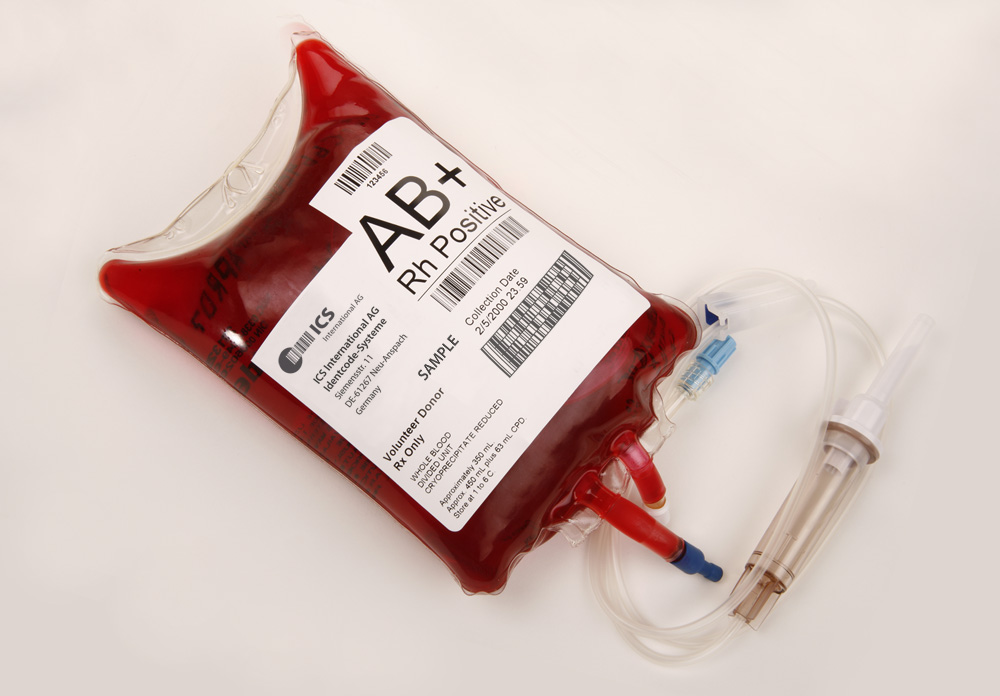
Uma bolsa de sangue para a transfusão de sangue

A anemia dependente da transfusão é uma forma de anemia caracterizada pela necessidade de transfusão contínua de sangue. É uma condição resultante de várias doenças e está associada à redução das taxas de sobrevivência. A transfusão regular é necessária para reduzir os sintomas da anemia, aumentando os glóbulos vermelhos funcionais e a contagem de hemoglobina. Os sintomas podem variar conforme a gravidade da doença e um sintoma comum é a fadiga. Várias doenças podem levar à anemia dependente de transfusão, principalmente as síndromes mielodisplásicas e a talassemia. Devido ao número de doenças que podem causar anemia dependente de transfusão, o diagnóstico é mais complicado. A dependência de transfusão ocorre quando uma média de mais de duas unidades de sangue transfundidas a cada 28 dias é necessária durante um período de pelo menos três meses. As síndromes mielodisplásicas costumam ser diagnosticadas apenas quando os pacientes se tornam anêmicos, e a talassemia dependente de transfusão é diagnosticada com base em mutações genéticas. A triagem para heterozigosidade no gene da talassemia é uma opção para detecção precoce.
As transfusões, aliviam os sintomas da anemia e são usadas para tratar a doença que causa a dependência da transfusão. O limite restritivo recomendado para transfusão de sangue é um nível de hemoglobina de 7 a 8 g/dL, enquanto um limite mais liberal é definido em 9 a 10 g/dL. No entanto, mais evidências podem ser necessárias para estabelecer um consenso sobre o limite e uma abordagem personalizada pode ser mais útil. A principal complicação da dependência de transfusão é a sobrecarga de ferro, que pode causar danos ao fígado, coração, tecido ósseo e glândulas endócrinas. A terapia de quelação de ferro é usada para tratar a sobrecarga de ferro e quelantes de ferro comuns usados são a deferoxamina, deferiprona e deferasirox.  Devido às complicações da dependência de transfusões, pode ser mais ideal tratar diretamente a causa da anemia, se possível. No entanto, isso pode não ser adequado para todos os pacientes, e alguns ainda podem depender de transfusões de sangue frequentes para sobreviver. Embora a anemia dependente de transfusão tenha um prognóstico ruim, o avanço na terapia de quelação de ferro pode ajudar a aumentar as taxas de sobrevida.

## Sinais e sintomas
Quando os pacientes dependentes de transfusão não recebem sua transfusão, podem surgir sintomas de anemia. O sintoma comum que os pacientes experimentam é a fadiga, e outros sintomas incluem falta de ar, tontura e palpitações cardíacas. Os sintomas podem variar dependendo da gravidade da doença. O uso de transfusões de sangue pode aliviar alguns desses sintomas ao reabastecer as células sanguíneas e manter níveis suficientes de hemoglobina, no entanto, o objetivo de melhorar a capacidade geral de transporte de oxigênio tem resultados conflitantes.

## Tratamento
O principal método para tratar a anemia dependente de transfusão é por meio da transfusão de concentrado de hemácias. A transfusão também é uma das estratégias de tratamento para pacientes com talassemia beta e síndrome mielodisplásica. Embora a transfusão de glóbulos vermelhos não possa corrigir os problemas subjacentes, ela pode melhorar as condições de anemia.

### Efeitos colaterais do tratamento
Existem efeitos colaterais consideráveis associados à transfusão de glóbulos vermelhos. Os efeitos colaterais incluem sobrecarga de ferro, reações alérgicas que levam a erupções cutâneas e infecções transmitidas por transfusão.
O efeito colateral mais comum é a sobrecarga de ferro, cuja gravidade da sobrecarga depende da frequência, do volume e da quantidade de sangue transfundido para o paciente. Cerca de 200 a 250 mg de ferro são transfundidos por unidade de sangue. A sobrecarga de ferro ocorre porque o corpo humano não consegue excretar o excesso de ferro em transfusões frequentes, levando ao acúmulo de ferro no sangue. O ferro no sangue causa danos a órgãos importantes, como coração, fígado, tecido ósseo e glândulas endócrinas. Danos a órgãos vitais levam a morbidades, incluindo doenças cardiovasculares e insuficiência cardíaca. O fígado está normalmente envolvido no metabolismo e armazenamento do ferro e o excesso de ferro causa doenças hepáticas como fibrose. Também podem ocorrer complicações associadas aos hormônios endócrinos, incluindo diabetes. O risco de desenvolver morbidades relacionadas à dependência de transfusão aumenta com a idade dos pacientes.

#### Tratamento para reduzir a sobrecarga de ferro
Para reduzir a sobrecarga de ferro no sangue, a terapia quelante de ferro é comumente usada com a transfusão. A necessidade de iniciar a terapia de quelação de ferro é determinada pelo exame de sangue e pelo volume de transfusão. Geralmente, o sangue com nível de ferritina sérica que excede 1000 ug/L e uma transfusão de 20 unidades de hemácias exigirá terapia de quelação de ferro com a transfusão. Existem três quelantes de ferro, comuns, incluindo deferoxamina, deferiprona e deferasirox.

## Prognóstico

### Prognóstico de pacientes com síndrome mielodisplásica
O International Prognostic Scoring System (IPSS) é especialmente projetado para acessar o prognóstico de pacientes com síndrome mielodisplásica. As pontuações ajudam a classificar os pacientes em riscos baixo, intermediário-1, intermediário-2 e alto com base em seus níveis de gravidade. Pacientes no grupo de baixo risco geralmente têm uma faixa de sobrevida mais longa de 3-8,8 anos, em comparação com apenas 0,8-1,6 anos para pacientes de alto risco.
Em geral, a taxa de sobrevivência de pacientes com anemia dependente de transfusão está aumentando. Isso se deve às melhorias nos procedimentos de transfusão, ao uso maduro de terapias quelantes de ferro para reduzir a sobrecarga de ferro e a mais experiências em lidar com morbidades associadas.